# When Men Are Tempted
When Men Are Tempted er en amerikansk stumfilm fra 1917 af William Wolbert.

## Medvirkende
- Mary Anderson som Jessie Garden
- Gayne Whitman som John Burt
- Robert N. Bradbury som Peter Burt
- Otto Lederer som Garden
- S. E. Jennings som Kinsley